# Pliciloricus profundus
Pliciloricus profundus är en djurart som beskrevs av Higgins och Kristensen 1986. Pliciloricus profundus ingår i släktet Pliciloricus, och familjen Pliciloricidae. Inga underarter finns listade i Catalogue of Life.